# Victor Motor Company
Victor Motor Company, vorher Victor Motor Car Company, war ein US-amerikanischer Hersteller von Automobilen.

## Unternehmensgeschichte
C. V. Stahl gründete 1913 die Victor Motor Car Company in Philadelphia in Pennsylvania. Im gleichen Jahr begann die Produktion von Automobilen. Der Markenname lautete Victor. Anfang 1914 verlegte Stahl den Sitz nach Greenville in South Carolina. A. G. Dale und O. K. Mauldin traten dort als Geldgeber auf. Im September 1916 folgte der Umzug nach Wilmington in Delaware. Die neue Firmierung lautete Victor Motor Company. Beteiligt waren W. H. Bischoff, C. P. Grandfield, Regnault Johnson und H. H. Skerrett. Noch im gleichen Jahr gab Stahl an, nach Jenkintown in Pennsylvania ziehen zu wollen. 1917 war der Sitz dann in York in Pennsylvania. Im gleichen Jahr endete die Produktion. Es ist unklar, ob tatsächlich an allen genannten Orten Fahrzeuge hergestellt wurden. Weitere US-amerikanische Hersteller von Personenkraftwagen dieser Marke waren Overman Automobile Company, Victor Motor Car Company und Richmond Cyclecar Manufacturing Company.

## Fahrzeuge
Die ersten Fahrzeuge wurden als eine Mischung aus Cyclecar und einem Standard-Runabout beschrieben. Allerdings ist Cyclecar eine Fahrzeugklasse und Runabout eine Karosseriebauform.
1913 hatte das Model 6 einen Vierzylindermotor mit 82,55 mm Bohrung und 101,6 mm Hub. Das ergab 2175 cm³ Hubraum. Das Hubraumlimit für Cyclecars von 1100 cm³ war somit deutlich überschritten. Der wassergekühlte Motor war mit 16,9 PS angegeben. Er trieb über ein Dreiganggetriebe und eine Kardanwelle die Hinterachse an. Das Fahrgestell hatte 229 cm Radstand und 132 cm Spurweite, während die übliche Spurweite in den USA 142 cm betrug. Der Aufbau wird in einer Quelle Roadster genannt und bot Platz für zwei Personen nebeneinander. Der Neupreis betrug 475 US-Dollar.
Im Januar 1914 folgte das Model 7. Der Motor hatte nun 85,725 mm Bohrung, 95,25 mm Hub, 2199 cm³ Hubraum und 18 PS Leistung. Außerdem wurde der Radstand auf 249 cm verlängert, die Spurweite auf 137 cm verbreitert und der Preis auf 500 Dollar erhöht. Das Leergewicht war mit 386 kg angegeben.
1915 änderten sich die Fahrzeugdaten nicht.
Für 1917 ist ein Motor mit 32 PS Leistung und ein Preis von 795 Dollar überliefert.